# Bulbophyllum dichotomum
Bulbophyllum dichotomum är en orkidéart som beskrevs av Johannes Jacobus Smith. Bulbophyllum dichotomum ingår i släktet Bulbophyllum och familjen orkidéer. Inga underarter finns listade i Catalogue of Life.